# Jörg Schuberth
Jörg Schuberth (* 25. Januar 1968 in Hof) ist ein ehemaliger deutscher Fußballspieler.

## Karriere
Schuberth durchlief die Jugendmannschaften des ATS Hof-West und wurde mit den A-Junioren des FC Bayern Hof zweimal Meister. Zu Beginn seiner Karriere macht er sich im oberfränkischen Amateurfußball einen Namen, als er zunächst mit dem VfB Helmbrechts Vizemeister in der Landesliga und anschließend mit dem FSV Naila Meister in der Kreisliga wurde. In der Saison 1989/90 machte er überregional auf sich aufmerksam, als er über 50 Saisontore schoss. Zur Saison 1990/91 zog es ihn nach Westdeutschland zu Fortuna Düsseldorf, wo er in der Bundesliga unter Vertrag stand. Schuberth kam in der Saison 1991/92 zu seinen ersten Einsätzen im Profifußball. Er absolvierte 16 Spiele und erzielte drei Tore. Die Fortuna landete zu Saisonende auf dem 20. und damit letzten Tabellenplatz. Damit war der Abstieg besiegelt, in der folgenden Zweitligasaison absolvierte er drei Spiele. 1993 nahm Schuberth mit der Bundeswehr-Nationalmannschaft an der Militär-Weltmeisterschaft in Marokko teil und belegte den dritten Rang. Anschließend wechselte er für ein Jahr zur SpVgg Bayreuth und danach zu ATS Hof-West, für die er in sechs Jahren 220 Tore schoss. Nach seiner Zeit als Spieler übernahm er bei unterschiedlichen Vereinen das Traineramt.